# Комлеуша
Комлеуша (рум. Comlăușa) — село у повіті Сату-Маре в Румунії. Входить до складу комуни Бетарч.
Село розташоване на відстані 461 км на північний захід від Бухареста, 35 км на північний схід від Сату-Маре, 145 км на північ від Клуж-Напоки.

## Населення
За даними перепису населення 2002 року у селі проживали 836 осіб, з них 835 осіб (99,9%) румунів. Рідною мовою 835 осіб (99,9%) назвали румунську.